# Orchesia elongata
Orchesia elongata is een keversoort uit de familie winterkevers (Tetratomidae). De wetenschappelijke naam van de soort werd in 1872 gepubliceerd door Macleay.